# Болярский, Николай Николаевич
Николай Николаевич Болярский (1878—1939) — русский хирург-клиницист. 

## Биография
Учился сначала на медицинском факультете Дерптского университета; затем в Санкт-Петербургской Военно-медицинской академии, которую окончил с отличием в 1905 году. Сначала работал земским врачом, а потом в петербургской Обуховской больнице. В 1910 году защитил докторскую диссертацию.
В 1918 году уехал на Украину; стал одним из строителей здравоохранения на Подолии: в течение почти 22-х лет был главным врачом и заведующим хирургическим отделением Винницкой Пироговской больницы; он был одним из инициаторов и организаторов Винницкого медицинского института, а также первым заведующим научно-учебной частью института и заведующим кафедрой факультетской хирургии. В 1920-е годы он неоднократно поднимал вопрос перед врачами Пироговского общества в Москве и Ленинграде о крайне неудовлетворительном состоянии бальзамированного тела Н. И. Пирогова и усыпальницы, где оно покоилось, и просил найти возможность принять меры к их дальнейшему сохранению.
Умер 19 октября 1939 года от приступа стенокардии.

## Источник
- Гунько П. М., Гайдуков В. А., Мартынова З. С., Фоменко Л. И. Длительное сохранение бальзамированного тела Н. И. Пирогова — уникальный научный эксперимент // Biomedical and Biosocial Anthropology. — 2013. — V. 20. — P. 257.